# Segunda División 'B' de México 1987-88
La Temporada 1987-88 de la Segunda División 'B' de México fue la sexta edición de esta competencia como parte de la tercera categoría del fútbol mexicano. Se disputó entre los meses de septiembre de 1987 y julio de 1988. Los Jabatos de Nuevo León se proclamaron campeones de la competición al vencer al Club de Fútbol Pachuca por marcador global de 2-1, de esta manera ambos conjuntos lograron su ascenso a la Segunda División.
Como de costumbre en esta categoría hubo varios cambios de equipos respecto a la temporada previa. De la Segunda División llegaron los conjuntos de Pachuca, Nuevo Necaxa y Zacatecas. Desde la Tercera, el Club Alianza de Sayula había sido el ganador del campeonato y del ascenso, sin embargo, rechazó contender por motivos económicos, lo que provocó la entrada de un equipo denominado CREA Zacatecas. Por otro lado, hubo cambios por cuestiones financieras o administrativas: Celaya se transformó en Salamanca; Iguala cambió de propietarios para pasar a jugar como Acapulco; Átomos de Minatitlán se convirtió en el Club Estudiantes de Chiapas; y la franquicia de Panteras de Torreón recibió un cambio de nombre para regresar al fútbol profesional al histórico Laguna. Por otro lado San Mateo Atenco pidió permiso para ausentarse de la competición durante una temporada lo que provocó la invitación al Club de Fútbol Nuevo León.

## Formato de competencia
Los veinte equipos se dividen en cuatro grupos de cinco clubes, los conjuntos se dividen en dos llaves de diez clubes que jugarán entre ellos en cuatro ocasiones a lo largo de 36 jornadas, dos en cada campo. Al finalizar la temporada regular los dos mejores clubes de cada grupo, y los dos terceros lugares con mayor puntuación, pasan a la fase de liguilla en donde se enfrentarán en dos agrupaciones de ocho cuadros para determinar los dos clubes que disputarán la gran final por el campeonato, ascenderá el ganador de esa serie eliminatoria. Los dos equipos con el peor puntaje descenderán a la Tercera División mientras que el lugar número 18 deberá jugar una eliminatoria de descenso contra el tercer lugar de la categoría inferior, el ganador tendrá un lugar en la siguiente temporada de la Segunda B.
El reglamento de puntuaciones varía de acuerdo a algunas condiciones dadas en el partido, es decir: concede dos puntos si hay una victoria por un gol de diferencia; tres si se ganan con más de dos anotaciones de ventaja; y uno si se da un empate entre ambos clubes.

## Equipos participantes

### Equipos por Entidad Federativa
| Entidad Federativa | N.º | Equipos                                      |
| ------------------ | --- | -------------------------------------------- |
| Jalisco            | 3   | Alteños, Bachilleres e Industrial Tepatitlán |
| Coahuila           | 2   | Laguna y UA Coahuila                         |
| Hidalgo            | 2   | Nuevo Necaxa Y Pachuca                       |
| Michoacán          | 2   | Uruapan y Zamora                             |
| Morelos            | 2   | Cuautla y Galicia                            |
| Zacatecas          | 2   | CREA Zacatecas y Mineros de Zacatecas        |
| Chiapas            | 1   | Estudiantes de Chiapas                       |
| Guanajuato         | 1   | Salamanca                                    |
| Guerrero           | 1   | Acapulco                                     |
| Estado de México   | 1   | Cachorros Neza                               |
| Nuevo León         | 1   | Jabatos NL                                   |
| Puebla             | 1   | Teziutlán                                    |
| Veracruz           | 1   | Halcones Marina                              |

### Información sobre los equipos participantes
| Equipo                | Ciudad                                  | Estadio                   |
| --------------------- | --------------------------------------- | ------------------------- |
| Acapulco              | Acapulco, Guerrero                      | Unidad Deportiva Acapulco |
| Alteños               | Tepatitlán, Jalisco                     | Tepa Gómez                |
| Bachilleres           | Guadalajara, Jalisco                    | Tecnológico UdeG          |
| Cachorros Neza        | Ciudad Nezahualcóyotl, Estado de México | Metropolitano de Neza     |
| CREA Zacatecas        | Zacatecas, Zacatecas                    | Francisco Villa           |
| Cuautla               | Cuautla, Morelos                        | Isidro Gil Tapia          |
| Estudiantes Chiapas   | Tuxtla Gutiérrez, Chiapas               | Víctor Manuel Reyna       |
| Galicia               | Cuernavaca, Morelos                     | Centenario                |
| Halcones Marina       | Veracruz, Veracruz                      | Luis "Pirata" Fuente      |
| Industrial Tepatitlán | Tepatitlán, Jalisco                     | Tepa Gómez                |
| Jabatos de N.L.       | Monterrey, Nuevo León                   | Universitario             |
| Laguna                | Francisco I. Madero, Coahuila           | La Florida                |
| Nuevo Necaxa          | Tulancingo, Hidalgo                     | Primero de Mayo           |
| Pachuca               | Pachuca, Hidalgo                        | Revolución Mexicana       |
| Salamanca             | Salamanca, Guanajuato                   | Olímpico Sección 24       |
| Teziutlán             | Teziutlán, Puebla                       | Municipal de Teziutlán    |
| U.A. Coahuila         | Torreón, Coahuila                       | Revolución                |
| Uruapan               | Uruapan, Michoacán                      | Hermanos López Rayón      |
| Zacatecas             | Zacatecas, Zacatecas                    | Francisco Villa           |
| Zamora                | Zamora, Michoacán                       | El Chamizal               |

## Grupos

### Grupo 1
| Pos. | Equipo            | Pts. | PJ | G  | E | P  | GF | GC | Dif. | Clasificación             |
| ---- | ----------------- | ---- | -- | -- | - | -- | -- | -- | ---- | ------------------------- |
| 1    | Bachilleres       | 54   | 36 | 16 | 8 | 12 | 69 | 53 | +16  | Pentagonal de la liguilla |
| 2    | Cachorros Neza    | 53   | 36 | 17 | 8 | 11 | 48 | 35 | +13  | Pentagonal de la liguilla |
| 3    | Zacatecas         | 39   | 36 | 13 | 6 | 17 | 43 | 52 | −9   |                           |
| 4    | Zamora (D)        | 35   | 36 | 10 | 8 | 18 | 48 | 62 | −14  | Promoción de descenso     |
| 5    | U.A. Coahuila (D) | 22   | 36 | 6  | 8 | 22 | 21 | 68 | −47  | Descenso de categoría     |

 Fuente: RSSSF

### Grupo 2
| Pos. | Equipo                   | Pts. | PJ | G  | E  | P  | GF | GC | Dif. | Clasificación             |
| ---- | ------------------------ | ---- | -- | -- | -- | -- | -- | -- | ---- | ------------------------- |
| 1    | Nuevo León (C, A)        | 74   | 36 | 22 | 11 | 3  | 70 | 29 | +41  | Pentagonal de la liguilla |
| 2    | Alteños                  | 50   | 36 | 15 | 8  | 13 | 62 | 50 | +12  | Pentagonal de la liguilla |
| 3    | Industrial de Tepatitlán | 49   | 36 | 16 | 7  | 13 | 50 | 48 | +2   | Pentagonal de la liguilla |
| 4    | Uruapan                  | 42   | 36 | 11 | 11 | 14 | 47 | 53 | −6   |                           |
| 5    | Laguna                   | 39   | 36 | 11 | 11 | 14 | 32 | 40 | −8   |                           |

 Fuente: RSSSF

### Grupo 3
| Pos. | Equipo                 | Pts. | PJ | G  | E  | P  | GF | GC | Dif. | Clasificación             |
| ---- | ---------------------- | ---- | -- | -- | -- | -- | -- | -- | ---- | ------------------------- |
| 1    | Pachuca (A)            | 56   | 36 | 18 | 10 | 8  | 56 | 32 | +24  | Pentagonal de la liguilla |
| 2    | Salamanca              | 50   | 36 | 12 | 17 | 7  | 61 | 51 | +10  | Pentagonal de la liguilla |
| 3    | Acapulco               | 48   | 36 | 14 | 11 | 11 | 48 | 45 | +3   | Pentagonal de la liguilla |
| 4    | Estudiantes de Chiapas | 38   | 36 | 10 | 10 | 16 | 45 | 58 | −13  |                           |
| 5    | Cuautla (D)            | 27   | 36 | 6  | 11 | 19 | 26 | 58 | −32  | Descenso de categoría     |

 Fuente: RSSSF

### Grupo 4
| Pos. | Equipo             | Pts. | PJ | G  | E  | P  | GF | GC | Dif. | Clasificación             |
| ---- | ------------------ | ---- | -- | -- | -- | -- | -- | -- | ---- | ------------------------- |
| 1    | Teziutlán          | 50   | 36 | 15 | 9  | 12 | 67 | 49 | +18  | Pentagonal de la liguilla |
| 2    | Halcones de Marina | 47   | 36 | 14 | 12 | 10 | 37 | 30 | +7   | Pentagonal de la liguilla |
| 3    | Galicia            | 45   | 36 | 13 | 10 | 13 | 53 | 51 | +2   |                           |
| 4    | Nuevo Necaxa       | 38   | 36 | 8  | 17 | 11 | 44 | 43 | +1   |                           |
| 5    | CREA Zacatecas     | 38   | 36 | 11 | 11 | 14 | 42 | 62 | −20  |                           |

 Fuente: RSSSF

## Tabla general
| Pos. | Equipo                   | Pts. | PJ | G  | E  | P  | GF | GC | Dif. | Clasificación             |
| ---- | ------------------------ | ---- | -- | -- | -- | -- | -- | -- | ---- | ------------------------- |
| 1    | Nuevo León (C, A)        | 74   | 36 | 22 | 11 | 3  | 70 | 29 | +41  | Pentagonal de la liguilla |
| 2    | Pachuca (A)              | 56   | 36 | 18 | 10 | 8  | 56 | 32 | +24  | Pentagonal de la liguilla |
| 3    | Bachilleres              | 54   | 36 | 16 | 8  | 12 | 69 | 53 | +16  | Pentagonal de la liguilla |
| 4    | Cachorros Neza           | 53   | 36 | 17 | 8  | 11 | 48 | 35 | +13  | Pentagonal de la liguilla |
| 5    | Teziutlán                | 50   | 36 | 15 | 9  | 12 | 67 | 49 | +18  | Pentagonal de la liguilla |
| 6    | Alteños                  | 50   | 36 | 15 | 8  | 13 | 62 | 50 | +12  | Pentagonal de la liguilla |
| 7    | Salamanca                | 50   | 36 | 12 | 17 | 7  | 61 | 51 | +10  | Pentagonal de la liguilla |
| 8    | Industrial de Tepatitlán | 49   | 36 | 16 | 7  | 13 | 50 | 48 | +2   | Pentagonal de la liguilla |
| 9    | Acapulco                 | 48   | 36 | 14 | 11 | 11 | 48 | 45 | +3   | Pentagonal de la liguilla |
| 10   | Halcones de Marina       | 47   | 36 | 14 | 12 | 10 | 37 | 30 | +7   | Pentagonal de la liguilla |
| 11   | Galicia                  | 45   | 36 | 13 | 10 | 13 | 53 | 51 | +2   |                           |
| 12   | Uruapan                  | 42   | 36 | 11 | 11 | 14 | 47 | 53 | −6   |                           |
| 13   | Laguna                   | 39   | 36 | 11 | 11 | 14 | 32 | 40 | −8   |                           |
| 14   | Zacatecas                | 39   | 36 | 13 | 6  | 17 | 43 | 52 | −9   |                           |
| 15   | Nuevo Necaxa             | 38   | 36 | 8  | 17 | 11 | 44 | 43 | +1   |                           |
| 16   | Estudiantes de Chiapas   | 38   | 36 | 10 | 10 | 16 | 45 | 58 | −13  |                           |
| 17   | CREA Zacatecas           | 38   | 36 | 11 | 11 | 14 | 42 | 62 | −20  |                           |
| 18   | Zamora (D)               | 35   | 36 | 10 | 8  | 18 | 48 | 62 | −14  | Promoción de descenso     |
| 19   | Cuautla (D)              | 27   | 36 | 6  | 11 | 19 | 26 | 58 | −32  | Descenso de categoría     |
| 20   | U.A. Coahuila (D)        | 22   | 36 | 6  | 8  | 22 | 21 | 68 | −47  | Descenso de categoría     |

 Fuente: RSSSF

## Resultados

### Llave Occidente
| Local \ Visitante     | ALT | BAC | CNZ | IND | LAG | NL  | UAC | UPN | ZAS | ZAM |
| --------------------- | --- | --- | --- | --- | --- | --- | --- | --- | --- | --- |
| Alteños               | —   | 1–5 | 2–0 | 1–1 | 3–0 | 4–0 | 5–0 | 2–1 | 4–0 | 1–2 |
| Bachilleres           | 4–2 | —   | 3–2 | 3–1 | 3–0 | 1–1 | 4–0 | 0–0 | 5–1 | 1–2 |
| Cachorros Neza        | 1–0 | 2–2 | —   | 3–0 | 2–0 | 3–2 | 5–0 | 0–0 | 2–0 | 1–2 |
| Industrial Tepatitlán | 0–1 | 1–0 | 0–2 | —   | 1–0 | 0–1 | 3–0 | 1–0 | 1–2 | 2–1 |
| Laguna                | 2–1 | 1–2 | 2–1 | 3–1 | —   | 1–2 | 2–0 | 4–0 | 3–2 | 1–1 |
| Nuevo León            | 3–1 | 2–2 | 1–0 | 2–0 | 0–0 | —   | 2–2 | 2–1 | 2–0 | 2–1 |
| U.A. Coahuila         | 1–3 | 2–3 | 0–2 | 1–0 | 0–0 | 0–3 | —   | 2–2 | 1–0 | 0–1 |
| Uruapan               | 2–0 | 2–2 | 2–1 | 2–2 | 2–0 | 0–2 | 3–1 | —   | 1–1 | 3–1 |
| Zacatecas             | 3–3 | 1–2 | 2–0 | 0–0 | 1–0 | 0–1 | 1–2 | 1–0 | —   | 2–1 |
| Zamora                | 0–1 | 4–1 | 0–1 | 3–3 | 0–0 | 2–2 | 5–0 | 4–0 | 1–2 | —   |

| Local \ Visitante     | ALT | BAC | CNZ | IND | LAG | NL  | UAC | UPN | ZAS | ZAM |
| --------------------- | --- | --- | --- | --- | --- | --- | --- | --- | --- | --- |
| Alteños               | —   | 2–0 | 3–0 | 2–3 | 1–1 | 2–2 | 4–0 | 1–0 | 2–0 | 2–1 |
| Bachilleres           | 3–1 | —   | 0–0 | 0–2 | 1–1 | 1–3 | 1–0 | 3–3 | 1–3 | 5–0 |
| Cachorros Neza        | 2–0 | 0–1 | —   | 2–1 | 1–1 | 0–0 | 2–1 | 2–2 | 1–0 | 3–2 |
| Industrial Tepatitlán | 3–1 | 1–4 | 0–2 | —   | 2–0 | 2–1 | 2–0 | 4–2 | 1–0 | 2–2 |
| Laguna                | 1–1 | 1–0 | 2–0 | 0–0 | —   | 0–1 | 0–0 | 0–1 | 1–0 | 2–0 |
| Nuevo León            | 4–1 | 4–1 | 1–1 | 1–1 | 5–1 | —   | 0–0 | 3–0 | 3–0 | 5–0 |
| U.A. Coahuila         | 0–0 | 1–0 | 0–2 | 0–1 | 1–2 | 0–3 | —   | 1–1 | 2–0 | 1–0 |
| Uruapan               | 2–1 | 0–1 | 2–0 | 2–3 | 3–0 | 0–1 | 1–1 | —   | 1–1 | 3–0 |
| Zacatecas             | 2–2 | 3–2 | 1–2 | 3–1 | 1–0 | 1–1 | 3–0 | 3–0 | —   | 2–1 |
| Zamora                | 1–1 | 3–2 | 0–0 | 1–4 | 0–0 | 0–2 | 2–1 | 2–3 | 2–1 | —   |

### Llave Oriente
| Local \ Visitante   | ACA | CRE | CUA | EST | GAL | HAL | NEC | PAC | SAL | TEZ |
| ------------------- | --- | --- | --- | --- | --- | --- | --- | --- | --- | --- |
| Acapulco            | —   | 3–1 | 4–0 | 4–2 | 3–3 | 2–0 | 0–0 | 1–0 | 2–0 | 1–0 |
| CREA Zacatecas      | 2–1 | —   | 2–2 | 0–0 | 1–2 | 0–0 | 1–0 | 0–1 | 2–2 | 1–1 |
| Cuautla             | 1–2 | 0–3 | —   | 0–1 | 0–0 | 0–2 | 1–1 | 1–2 | 0–4 | 0–2 |
| Estudiantes Chiapas | 3–1 | 2–0 | 4–0 | —   | 0–2 | 3–1 | 2–1 | 1–1 | 1–2 | 3–0 |
| Galicia             | 2–1 | 3–0 | 3–0 | 2–1 | —   | 4–1 | 1–1 | 0–0 | 3–3 | 2–0 |
| Halcones Marina     | 0–0 | 4–1 | 2–0 | 1–0 | 3–0 | —   | 1–0 | 1–0 | 2–2 | 2–1 |
| Nuevo Necaxa        | 1–1 | 1–1 | 1–0 | 2–2 | 2–1 | 0–0 | —   | 0–0 | 0–2 | 2–2 |
| Pachuca             | 2–1 | 2–0 | 2–0 | 0–0 | 1–0 | 1–0 | 2–1 | —   | 2–1 | 3–1 |
| Salamanca           | 4–0 | 2–2 | 0–0 | 2–0 | 4–2 | 0–0 | 1–1 | 1–1 | —   | 0–0 |
| Teziutlán           | 1–1 | 5–0 | 3–1 | 5–3 | 5–2 | 2–0 | 1–2 | 1–0 | 4–2 | —   |

| Local \ Visitante   | ACA | CRE | CUA | EST | GAL | HAL | NEC | PAC | SAL | TEZ |
| ------------------- | --- | --- | --- | --- | --- | --- | --- | --- | --- | --- |
| Acapulco            | —   | 1–0 | 1–0 | 1–1 | 1–0 | 1–1 | 3–1 | 2–0 | 0–2 | 5–1 |
| CREA Zacatecas      | 1–1 | —   | 0–3 | 2–1 | 2–2 | 1–0 | 1–1 | 2–1 | 3–1 | 2–1 |
| Cuautla             | 1–1 | 0–3 | —   | 0–0 | 3–0 | 1–0 | 2–0 | 1–2 | 1–1 | 2–1 |
| Estudiantes Chiapas | 0–0 | 0–1 | 1–2 | —   | 0–1 | 0–0 | 2–3 | 2–2 | 4–0 | 1–0 |
| Galicia             | 2–0 | 3–1 | 1–1 | 1–1 | —   | 1–0 | 0–0 | 1–3 | 1–1 | 3–2 |
| Halcones Marina     | 2–0 | 1–1 | 1–0 | 3–1 | 1–0 | —   | 3–1 | 1–0 | 1–1 | 3–3 |
| Nuevo Necaxa        | 5–1 | 6–0 | 0–0 | 3–0 | 2–1 | 0–0 | —   | 0–3 | 2–3 | 0–1 |
| Pachuca             | 1–0 | 4–0 | 2–2 | 7–0 | 3–2 | 1–0 | 1–1 | —   | 3–3 | 3–3 |
| Salamanca           | 1–1 | 4–3 | 2–2 | 2–3 | 3–2 | 2–0 | 2–2 | 1–0 | —   | 0–0 |
| Teziutlán           | 4–1 | 1–2 | 5–0 | 6–0 | 1–0 | 0–0 | 1–1 | 2–1 | 1–0 | —   |

## Liguilla por el campeonato

### Grupo A
| Pos. | Equipo                   | Pts. | PJ | G | E | P | GF | GC | Dif. | Clasificación     |
| ---- | ------------------------ | ---- | -- | - | - | - | -- | -- | ---- | ----------------- |
| 1    | Pachuca (A)              | 14   | 8  | 5 | 1 | 2 | 15 | 9  | +6   | Acceso a la final |
| 2    | Bachilleres              | 14   | 8  | 5 | 0 | 3 | 12 | 7  | +5   |                   |
| 3    | Industrial de Tepatitlán | 10   | 8  | 4 | 1 | 3 | 12 | 13 | −1   |                   |
| 4    | Halcones de Marina       | 7    | 8  | 2 | 1 | 5 | 6  | 9  | −3   |                   |
| 5    | Alteños                  | 5    | 8  | 1 | 3 | 4 | 6  | 13 | −7   |                   |

 Fuente: RSSSF

#### Resultados
| Local \ Visitante     | ALT | BAC | HAL | IND | PAC |
| --------------------- | --- | --- | --- | --- | --- |
| Alteños               | —   | 1–4 | 1–0 | 1–1 | 0–0 |
| Bachilleres           | 1–0 | —   | 3–0 | 0–2 | 2–0 |
| Halcones Marina       | 0–0 | 2–0 | —   | 2–0 | 0–1 |
| Industrial Tepatitlán | 3–2 | 1–2 | 1–0 | —   | 2–1 |
| Pachuca               | 4–1 | 1–0 | 3–2 | 5–2 | —   |

### Grupo B
| Pos. | Equipo            | Pts. | PJ | G | E | P | GF | GC | Dif. | Clasificación     |
| ---- | ----------------- | ---- | -- | - | - | - | -- | -- | ---- | ----------------- |
| 1    | Nuevo León (C, A) | 17   | 8  | 5 | 3 | 0 | 19 | 11 | +8   | Acceso a la final |
| 2    | Cachorros Neza    | 13   | 8  | 4 | 2 | 2 | 15 | 9  | +6   |                   |
| 3    | Acapulco          | 9    | 8  | 2 | 4 | 2 | 12 | 14 | −2   |                   |
| 4    | Salamanca         | 6    | 8  | 1 | 3 | 4 | 17 | 22 | −5   |                   |
| 5    | Teziutlán         | 6    | 8  | 2 | 0 | 6 | 13 | 20 | −7   |                   |

 Fuente: RSSSF

#### Resultados
| Local \ Visitante | ACA | CNZ | NL  | SAL | TEZ |
| ----------------- | --- | --- | --- | --- | --- |
| Acapulco          | —   | 1–4 | 2–2 | 0–0 | 2–1 |
| Cachorros Neza    | 0–0 | —   | 1–3 | 1–0 | 5–1 |
| Nuevo León        | 2–1 | 0–0 | —   | 4–4 | 2–0 |
| Salamanca         | 4–4 | 1–3 | 2–4 | —   | 5–3 |
| Teziutlán         | 1–2 | 3–1 | 1–2 | 3–1 | —   |

### Final
La serie final del torneo enfrentó al Club de Fútbol Nuevo León  contra el Pachuca.
| 2 de julio de 1988 | Pachuca | 1-1 | Jabatos de N.L. | Estadio Revolución Mexicana, Pachuca |  |

| 9 de julio de 1988                                          | Jabatos de N.L. | 1-0 | Pachuca | Estadio Universitario, San Nicolás de los Garza |  |
| Jabatos de N.L. campeón de la Temporada 1987-88. Global 2-1 |                 |     |         |                                                 |  |

|                                      |
| Jabatos de N.L. Campeón 1.er título. |

## Promoción de descenso
| 23 de abril de 1988 | Apatzingán | 1:0 | Zamora | Unidad Deportiva Adolfo López Mateos, Apatzingán, Michoacán |  |

| 30 de abril de 1988                                                           | Zamora | 1:2 (Global 1:3) | Apatzingán | Unidad Deportiva El Chamizal, Zamora, Michoacán |  |
| Apatzingán ascendió a Segunda División "B", Zamora bajó a Tercera. Global 1-3 |        |                  |            |                                                 |  |